# Manchester United Football Club 1998-1999
Questa pagina raccoglie i dati riguardanti il Manchester United Football Club nelle competizioni ufficiali della stagione 1998-1999.

## Stagione
All'inizio della stagione, la News Corporation di Rupert Murdoch avanzò una proposta di acquisto della società pari a 575 milioni di sterline, giudicata tuttavia insufficiente da parte della dirigenza che, richiedendo ulteriori rialzi, finirà per far arenare ogni possibilità di trattativa. Ulteriori tentativi da parte di Murdoch nell'acquistare il club susciteranno il malcontento della tifoseria che, tramite un apposito gruppo di pressione, ottenne l'intervento da parte di una commissione antitrust la quale, nell'aprile successivo, bloccherà definitivamente qualsiasi tentativo di scalata da parte del magnate australiano.
A livello sportivo, la stagione dei Red Devils si aprì con una netta sconfitta nel Charity Shield ad opera dell'Arsenal. Pochi giorni dopo i Red Devils esordirono in Champions League partendo dal secondo turno preliminare, assicurandosi il passaggio alla fase a gironi grazie alla vittoria casalinga per 2-0 contro il ŁKS. Sorteggiati in un raggruppamento considerato come gruppo della morte, i Red Devils si garantirono di fatto il passaggio ai quarti di finale vincendo con ampio scarto le due sfide contro il Brøndby e concludendo imbattuti grazie ai pareggi in entrambe le gare contro Bayern Monaco e Barcellona. Il Manchester United approdò quindi in finale eliminando, in sequenza, due squadre italiane: ai quarti di finale l'Inter grazie a una doppietta di Yorke nella gara di andata e una rete segnata da Scholes poco prima del fischio finale nel ritorno; nella semifinale di andata la Juventus venne raggiunta con un gol segnato da Ryan Giggs allo scadere, al ritorno al Delle Alpi i Red Devils subirono una doppietta di Filippo Inzaghi nei primi dieci minuti, ma recuperarono lo svantaggio già entro la conclusione del primo tempo per poi trovare il gol valido per l'accesso in finale a sei minuti dal fischio finale. Nell'atto conclusivo del torneo, giocato al Camp Nou di Barcellona, i Red Devils incontrarono nuovamente il Bayern Monaco: i bavaresi passarono in vantaggio dopo sei minuti grazie a una punizione di Mario Basler e, grazie anche all'imprecisione degli attaccanti schierati da Ferguson, si dimostrarono in grado di gestire l'incontro andando vicino al raddoppio nel corso della ripresa. Nel corso dei tre minuti di recupero concessi dall'arbitro Collina, i Red Devils riuscirono a ribaltare il risultato grazie a due giocatori subentrati nei minuti finali: inizialmente Sheringham trovò il pareggio correggendo in rete un tiro di Giggs poi, sugli sviluppi di un calcio d'angolo, Solskjær siglò in girata la rete che consegnò, dopo trentuno anni, il massimo trofeo continentale ai mancuniani, segnando inoltre il ritorno di un club inglese sul tetto d'Europa dal trionfo del Liverpool nel 1984.

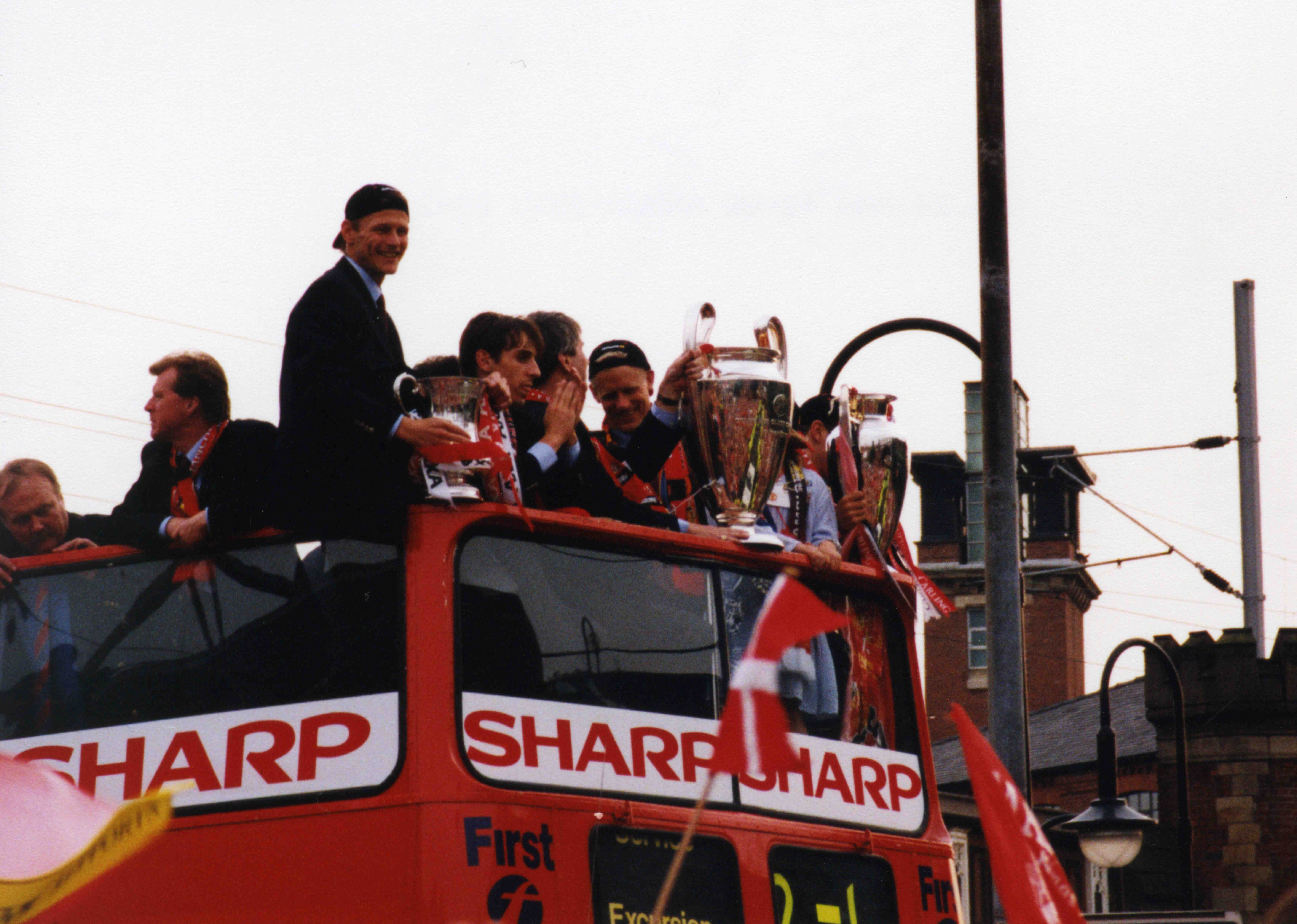
I giocatori del Manchester United mostrano al pubblico i tre trofei vinti durante la stagione.

L'affermazione a livello continentale permise ai Red Devils di completare il primo triplete della storia del calcio inglese: nei giorni precedenti, il Manchester United si era infatti assicurato la vittoria della Premier League e della FA Cup. In campionato, i Red Devils pareggiarono le prime due partite attirandosi alcune contestazioni da parte del pubblico, ma rimasero in contatto con le prime posizioni della classifica nonostante una crisi di risultati che, nel mese di dicembre, determinerà anche l'eliminazione della squadra dalla Coppa di Lega. A partire dalla vittoria casalinga contro il Nottingham Forest del Boxing Day, i mancuniani mantennero la propria imbattibilità, giungendo a lottare per il vertice contro l'Arsenal che venne poi superato definitivamente a 180 minuti dalla conclusione del torneo con il dodicesimo titolo infine conquistato all'ultima giornata, sconfiggendo in rimonta il Tottenham. Nella coppa nazionale i Red Devils avanzarono sino alla finale eliminando squadre della propria categoria, in particolare il Liverpool che venne escluso al quarto turno grazie a due reti segnate da Yorke e da Solskjær nei minuti finali, il Chelsea e l'Arsenal entrambe estromesse al replay dopo degli iniziali pareggi a reti bianche. Nell'atto conclusivo della competizione, giocato quattro giorni prima della finale di Champions League, i Red Devils misero in bacheca la loro decima FA Cup sconfiggendo per 2-0 il Newcastle Utd.

## Maglie e sponsor
Lo sponsor tecnico per la stagione 1998-1999 è Umbro, mentre lo sponsor ufficiale è Sharp.
| Casa | Trasferta | Terza divisa | Divisa europea |

## Rosa
| N. |                        | Ruolo | Calciatore           |
| -- | ---------------------- | ----- | -------------------- |
| 1  | Danimarca (bandiera)   | P     | Peter Schmeichel     |
| 2  | Inghilterra (bandiera) | D     | Gary Neville         |
| 3  | Irlanda (bandiera)     | D     | Denis Irwin          |
| 4  | Inghilterra (bandiera) | D     | David May            |
| 5  | Norvegia (bandiera)    | D     | Ronny Johnsen        |
| 6  | Paesi Bassi (bandiera) | D     | Jaap Stam            |
| 7  | Inghilterra (bandiera) | C     | David Beckham        |
| 8  | Inghilterra (bandiera) | C     | Nicky Butt           |
| 9  | Inghilterra (bandiera) | A     | Andrew Cole          |
| 10 | Inghilterra (bandiera) | A     | Teddy Sheringham     |
| 11 | Galles (bandiera)      | C     | Ryan Giggs           |
| 12 | Inghilterra (bandiera) | D     | Phil Neville         |
| 13 | Inghilterra (bandiera) | D     | John Curtis          |
| 14 | Paesi Bassi (bandiera) | C     | Jordi Cruijff        |
| 15 | Svezia (bandiera)      | C     | Jesper Blomqvist     |
| 16 | Irlanda (bandiera)     | C     | Roy Keane (capitano) |

| N. |                              | Ruolo | Calciatore           |
| -- | ---------------------------- | ----- | -------------------- |
| 17 | Paesi Bassi (bandiera)       | P     | Raimond van der Gouw |
| 18 | Inghilterra (bandiera)       | C     | Paul Scholes         |
| 19 | Trinidad e Tobago (bandiera) | A     | Dwight Yorke         |
| 20 | Norvegia (bandiera)          | A     | Ole Gunnar Solskjær  |
| 21 | Norvegia (bandiera)          | D     | Henning Berg         |
| 22 | Norvegia (bandiera)          | A     | Erik Nevland         |
| 23 | Inghilterra (bandiera)       | D     | Michael Clegg        |
| 24 | Inghilterra (bandiera)       | D     | Wes Brown            |
| 28 | Irlanda del Nord (bandiera)  | C     | Philip Mulryne       |
| 29 | Scozia (bandiera)            | A     | Alex Notman          |
| 30 | Inghilterra (bandiera)       | D     | Ronnie Wallwork      |
| 31 | Inghilterra (bandiera)       | P     | Nick Culkin          |
| 33 | Inghilterra (bandiera)       | C     | Mark Wilson          |
| 34 | Inghilterra (bandiera)       | C     | Jonathan Greening    |
| 38 | Inghilterra (bandiera)       | D     | Danny Higginbotham   |

## Calciomercato

### Sessione estiva
| Acquisti         | Acquisti         | Acquisti    | Acquisti   |
| R.               | Nome             | da          | Modalità   |
| ---------------- | ---------------- | ----------- | ---------- |
| D                | Jaap Stam        | PSV         | definitivo |
| C                | Jesper Blomqvist | Parma       | definitivo |
| A                | Dwight Yorke     | Aston Villa | definitivo |
| Altre operazioni |                  |             |            |
| R.               | Nome             | da          | Modalità   |

| Cessioni         | Cessioni       | Cessioni          | Cessioni            |
| R.               | Nome           | a                 | Modalità            |
| ---------------- | -------------- | ----------------- | ------------------- |
| D                | Gary Pallister | Middlesbrough     | definitivo          |
| Altre operazioni |                |                   |                     |
| R.               | Nome           | a                 | Modalità            |
| C                | Ben Thornley   | Huddersfield Town | riscatto esercitato |
| A                | Michael Twiss  | Sheffield Utd     | prestito            |

### Operazioni esterne alle sessioni
| Acquisti         | Acquisti         | Acquisti         | Acquisti         |
| R.               | Nome             | da               | Modalità         |
| Altre operazioni | Altre operazioni | Altre operazioni | Altre operazioni |
| R.               | Nome             | da               | Modalità         |
| ---------------- | ---------------- | ---------------- | ---------------- |

| Cessioni         | Cessioni           | Cessioni        | Cessioni                          |
| R.               | Nome               | a               | Modalità                          |
| ---------------- | ------------------ | --------------- | --------------------------------- |
| D                | Danny Higginbotham | Anversa         | prestito                          |
| D                | Ronnie Wallwork    | Anversa         | prestito                          |
| C                | Jordi Cruijff      | Celta Vigo      | prestito                          |
| C                | Philip Mulryne     | Norwich City    | definitivo                        |
| A                | Erik Nevland       | IFK Göteborg    | prestito                          |
| A                | Alex Notman        | Aberdeen        | prestito                          |
| Altre operazioni |                    |                 |                                   |
| R.               | Nome               | a               | Modalità                          |
| P                | Paul Gibson        | Notts County    | riscatto esercitato               |
| D                | Chris Casper       | Reading         | riscatto esercitato               |
| C                | Terry Cooke        | Manchester City | prestito, poi riscatto esercitato |
| A                | Jamie Wood         | Anversa         | prestito                          |

## Risultati

### FA Premier League
| Arbitro: | Barry |

|                            |           |                      |
| Sheringham 79’ Beckham 90’ | Marcatori | 7’ Heskey 76’ Cottee |

| Londra 22 agosto 1998, ore 14:00 BST 2ª giornata | West Ham Utd | 0 – 0 referto | Manchester Utd | Upton Park (26 039 spett.)\| Arbitro: \| Jones \| |
| Arbitro:                                         | Jones        |               |                |                                                   |

| Arbitro: | Durkin |

|                                  |           |              |
| Solskjær 38’, 63’ Yorke 45’, 48’ | Marcatori | 32’ Kinsella |

| Arbitro: | Rennie |

|                       |           |  |
| Yorke 21’ Johnsen 48’ | Marcatori |  |

| Arbitro: | Barber |

|                                    |           |  |
| Adams 13’ Anelka 44’ Ljungberg 84’ | Marcatori |  |

| Arbitro: | Lodge |

|                              |           |  |
| Irwin 19’ (rig.) Scholes 79’ | Marcatori |  |

| Arbitro: | Elleray |

|  |           |                                |
|  | Marcatori | 11’ Yorke 59’ Cole 74’ Cruijff |

| Arbitro: | Willard |

|                                               |           |           |
| Cole 19’, 88’ Giggs 45’ Beckham 48’ Yorke 54’ | Marcatori | 39’ Euell |

| Arbitro: | Durkin |

|            |           |             |
| Burton 74’ | Marcatori | 86’ Cruijff |

| Arbitro: | Jones |

|              |           |                                                   |
| Ferguson 30’ | Marcatori | 14’ Yorke 23’ (aut.) Short 59’ Cole 64’ Blomqvist |

| Manchester 8 novembre 1998, ore 13:00 BST 12ª giornata | Manchester Utd | 0 – 0 referto | Newcastle Utd | Old Trafford (55 174 spett.)\| Arbitro: \| Dunn \| |
| Arbitro:                                               | Dunn           |               |               |                                                    |

| Arbitro: | Reed |

|                            |           |                        |
| Scholes 32’, 58’ Yorke 44’ | Marcatori | 65’ Marcolin 74’ Blake |

| Arbitro: | Elleray |

|                                 |           |           |
| Alexandersson 14’, 73’ Jonk 55’ | Marcatori | 29’ Yorke |

| Arbitro: | Poll |

|                                 |           |                            |
| Solskjær 45’ Keane 46’ Butt 77’ | Marcatori | 29’ Hasselbaink 52’ Kewell |

| Arbitro: | Riley |

|             |           |             |
| Joachim 55’ | Marcatori | 47’ Scholes |

| Arbitro: | Rennie |

|                   |           |                   |
| Cambpell 70’, 90’ | Marcatori | 11’, 18’ Solskjær |

| Arbitro: | Barber |

|          |           |          |
| Cole 45’ | Marcatori | 83’ Zola |

| Arbitro: | Willard |

|                      |           |                                 |
| Butt 62’ Scholes 70’ | Marcatori | 23’ Ricard 31’ Gordon 59’ Deane |

| Arbitro: | Winter |

|                            |           |  |
| Johnsen 28’, 59’ Giggs 62’ | Marcatori |  |

| Londra 29 dicembre 1998, ore 18:45 BST 20ª giornata | Chelsea | 0 – 0 referto | Manchester Utd | Stamford Bridge (34 741 spett.)\| Arbitro: \| Riley \| |
| Arbitro:                                            | Riley   |               |                |                                                        |

| Arbitro: | Reed |

|                                      |           |             |
| Yorke 10’ Cole 40’, 67’ Solskjær 80’ | Marcatori | 89’ Lampard |

| Arbitro: | Riley |

|                         |           |                                            |
| Zagorakis 35’ Walsh 73’ | Marcatori | 10’, 63’, 84’ Yorke 49’, 61’ Cole 90’ Stam |

| Arbitro: | Willard |

|  |           |           |
|  | Marcatori | 89’ Yorke |

| Arbitro: | Lodge |

|           |           |  |
| Yorke 65’ | Marcatori |  |

| Arbitro: | Alcock |

|           |           |                                                            |
| Rogers 6’ | Marcatori | 2’, 66’ Yorke 7’, 49’ Cole 80’, 87’, 90+1’, 90+4’ Solskjær |

| Arbitro: | Willard |

|          |           |            |
| Cole 60’ | Marcatori | 47’ Anelka |

| Arbitro: | Gallagher |

|  |           |           |
|  | Marcatori | 78’ Giggs |

| Arbitro: | Willard |

|                     |           |                |
| Keane 79’ Yorke 83’ | Marcatori | 90’ Le Tissier |

| Arbitro: | Elleray |

|            |           |               |
| Solano 16’ | Marcatori | 25’, 51’ Cole |

| Arbitro: | Riley |

|                                      |           |               |
| Solskjær 54’ Neville 63’ Beckham 67’ | Marcatori | 80’ Hutchison |

| Arbitro: | Barber |

|          |           |             |
| Euell 5’ | Marcatori | 44’ Beckham |

| Arbitro: | Barry |

|                                         |           |  |
| Solskjær 35’ Sheringham 44’ Scholes 62’ | Marcatori |  |

| Arbitro: | Gallagher |

|                 |           |          |
| Hasselbaink 32’ | Marcatori | 56’ Cole |

| Arbitro: | Burge |

|                               |           |             |
| Watson 20’ (aut.) Beckham 46’ | Marcatori | 33’ Joachim |

| Arbitro: | Elleray |

|                              |           |                            |
| Redknapp 69’ (rig.) Ince 89’ | Marcatori | 23’ Yorke 56’ (rig.) Irwin |

| Arbitro: | Barber |

|  |           |           |
|  | Marcatori | 45’ Yorke |

| Blackburn 12 maggio 1999, ore 19:00 BST 33ª giornata | Blackburn Rovers | 0 – 0 referto | Manchester Utd | Ewood Park (30 436 spett.)\| Arbitro: \| Reed \| |
| Arbitro:                                             | Reed             |               |                |                                                  |

| Arbitro: | Poll |

|                      |           |               |
| Beckham 42’ Cole 47’ | Marcatori | 24’ Ferdinand |

### UEFA Champions League

#### Turno preliminare
| Arbitro: | Uzunov |

|                    |           |  |
| Giggs 16’ Cole 81’ | Marcatori |  |

| Łódź 26 agosto 1998, ore 20:05 CEST Secondo turno preliminare - Ritorno | ŁKS    | 0 – 0 referto | Manchester Utd | Stadio municipale (8 700 spett.)\| Arbitro: \| Cesari \| |
| Arbitro:                                                                | Cesari |               |                |                                                          |

#### Fase a gironi
| Arbitro: | Braschi |

|                                   |           |                                                          |
| Giggs 17’ Scholes 24’ Beckham 63’ | Marcatori | 46’ Anderson 58’ (rig.) Giovanni 70’ (rig.) Luis Enrique |

| Arbitro: | Batta |

|                                 |           |                       |
| Élber 11’ Sheringham 90’ (aut.) | Marcatori | 30’ Yorke 49’ Scholes |

| Arbitro: | Melo Pereira |

|                       |           |                                                         |
| Daugaard 35’ Sand 90’ | Marcatori | 2’, 26’ Giggs 28’ Cole 55’ Keane 59’ Yorke 62’ Solskjær |

| Arbitro: | Micheľ |

|                                                       |           |  |
| Beckham 6’ Cole 13’ Neville 15’ Yorke 27’ Scholes 63’ | Marcatori |  |

| Arbitro: | Benkö |

|                              |           |                         |
| Anderson 1’ Rivaldo 56’, 72’ | Marcatori | 25’, 68’ Yorke 23’ Cole |

| Arbitro: | Jol |

|           |           |                  |
| Keane 43’ | Marcatori | 56’ Salihamidžić |

#### Fase a eliminazione diretta
| Arbitro: | Krug |

|               |           |  |
| Yorke 7’, 45’ | Marcatori |  |

| Arbitro: | Veissière |

|             |           |             |
| Ventola 63’ | Marcatori | 88’ Scholes |

| Arbitro: | Díaz Vega |

|             |           |           |
| Giggs 90+2’ | Marcatori | 25’ Conte |

| Arbitro: | Meier |

|                 |           |                              |
| Inzaghi 6’, 11’ | Marcatori | 24’ Keane 34’ Yorke 83’ Cole |

| Arbitro: | Collina |

|                                 |           |           |
| Sheringham 90+1’ Solskjær 90+3’ | Marcatori | 6’ Basler |

### FA Cup
| Arbitro: | Barber |

|                                     |           |              |
| Cole 68’ Irwin 82’ (rig.) Giggs 90’ | Marcatori | 52’ Townsend |

| Arbitro: | Poll |

|                        |           |         |
| Yorke 88’ Solskjær 90’ | Marcatori | 3’ Owen |

| Arbitro: | Winter |

|          |           |  |
| Cole 26’ | Marcatori |  |

| Manchester 7 marzo 1999 Ottavi di finale | Manchester Utd | 0 – 0 (d.t.s.) referto | Chelsea | Old Trafford (54 587 spett.)\| Arbitro: \| Durkin \| |
| Arbitro:                                 | Durkin         |                        |         |                                                      |

| Arbitro: | Durkin |

|  |           |               |
|  | Marcatori | 4’, 59’ Yorke |

| Birmingham 11 aprile 1999 Semifinale | Manchester Utd | 0 – 0 (d.t.s.) referto | Arsenal | Villa Park (39 217 spett.)\| Arbitro: \| Elleray \| |
| Arbitro:                             | Elleray        |                        |         |                                                     |

| Arbitro: | Elleray |

|              |           |                        |
| Bergkamp 69’ | Marcatori | 17’ Beckham 109’ Giggs |

| Arbitro: | Jones |

|                            |           |  |
| Sheringham 11’ Scholes 53’ | Marcatori |  |

### Football League Cup
| Arbitro: | Burge |

|                            |           |  |
| Solskjær 106’ Nevland 115’ | Marcatori |  |

| Arbitro: | Harris |

|                   |           |           |
| Solskjær 57’, 60’ | Marcatori | 68’ Stone |

| Arbitro: | Jones |

|                               |           |                |
| Armstrong 48’, 55’ Ginola 86’ | Marcatori | 71’ Sheringham |

### Charity Shield
| Arbitro: | Poll |

|                                  |           |  |
| Overmars 33’ Wreh 56’ Anelka 71’ | Marcatori |  |

## Statistiche

### Andamento in campionato
Luogo, risultato e posizione seguono l'ordine ufficiale delle giornate.
| Giornata  | 1 | 2  | 3 | 4 | 5  | 6 | 7 | 8 | 9 | 10 | 11 | 12 | 13 | 14 | 15 | 16 | 17 | 18 | 19 | 20 | 21 | 22 | 23 | 24 | 25 | 26 | 27 | 28 | 29 | 30 | 31 | 32 | 33 | 34 | 35 | 36 | 37 | 38 |
| --------- | - | -- | - | - | -- | - | - | - | - | -- | -- | -- | -- | -- | -- | -- | -- | -- | -- | -- | -- | -- | -- | -- | -- | -- | -- | -- | -- | -- | -- | -- | -- | -- | -- | -- | -- | -- |
| Luogo     | C | T  | C | C | T  | C | T | C | T | T  | C  | C  | T  | C  | T  | T  | C  | C  | C  | T  | C  | T  | T  | C  | T  | C  | T  | C  | T  | C  | T  | C  | T  | C  | T  | T  | T  | C  |
| Risultato | N | N  | V | V | P  | V | V | V | N | V  | N  | V  | P  | V  | N  | N  | N  | P  | V  | N  | V  | V  | V  | V  | V  | N  | V  | V  | V  | V  | N  | V  | N  | V  | N  | V  | N  | V  |
| Posizione | 7 | 11 | 9 | 5 | 10 | 5 | 2 | 2 | 2 | 2  | 3  | 2  | 2  | 2  | 2  | 1  | 2  | 3  | 4  | 4  | 3  | 3  | 1  | 1  | 1  | 1  | 1  | 1  | 1  | 1  | 1  | 1  | 2  | 2  | 2  | 1  | 1  | 1  |

Fonte:  Premier League 1998/1999 » Schedule, su worldfootball.net.
Legenda:

Luogo: C = Casa; T = Trasferta. Risultato: V = Vittoria; N = Pareggio; P = Sconfitta.

### Statistiche dei giocatori
| Giocatore       | Premier League | Premier League | Premier League | Premier League | FA Cup+League Cup | FA Cup+League Cup | FA Cup+League Cup | FA Cup+League Cup | Champions League | Champions League | Champions League | Champions League | Charity Shield | Charity Shield | Charity Shield | Charity Shield | Totale   | Totale | Totale      | Totale     |
| Giocatore       | Presenze       | Reti           | Ammonizioni    | Espulsioni     | Presenze          | Reti              | Ammonizioni       | Espulsioni        | Presenze         | Reti             | Ammonizioni      | Espulsioni       | Presenze       | Reti           | Ammonizioni    | Espulsioni     | Presenze | Reti   | Ammonizioni | Espulsioni |
| --------------- | -------------- | -------------- | -------------- | -------------- | ----------------- | ----------------- | ----------------- | ----------------- | ---------------- | ---------------- | ---------------- | ---------------- | -------------- | -------------- | -------------- | -------------- | -------- | ------ | ----------- | ---------- |
| D. Beckham      | 34             | 6              | 5              | 0              | 7+1               | 1+0               | 1+0               | 0                 | 12               | 2                | 1                | 0                | 1              | 0              | 0              | 0              | 55       | 9      | 7           | 0          |
| H. Berg         | 16             | 0              | 1              | 0              | 5+3               | 0                 | 0                 | 0                 | 4                | 0                | 0                | 0                | 1              | 0              | 0              | 0              | 29       | 0      | 1           | 0          |
| J. Blomqvist    | 25             | 1              | 2              | 0              | 3+3               | 0                 | 0                 | 0                 | 7                | 0                | 1                | 0                | 0              | 0              | 0              | 0              | 38       | 1      | 3           | 0          |
| W. Brown        | 14             | 0              | 1              | 0              | 3+0               | 0                 | 0                 | 0                 | 4                | 0                | 0                | 0                | 0              | 0              | 0              | 0              | 21       | 0      | 1           | 0          |
| N. Butt         | 31             | 2              | 3              | 1              | 5+2               | 0                 | 0                 | 0                 | 8                | 0                | 0                | 1                | 1              | 0              | 0              | 0              | 47       | 2      | 3           | 2          |
| M. Clegg        | 0              | 0              | 0              | 0              | 0+3               | 0                 | 0                 | 0                 | 1                | 0                | 0                | 0                | 0              | 0              | 0              | 0              | 4        | 0      | 0           | 0          |
| J. Cruijff      | 5              | 2              | 0              | 0              | 0+2               | 0                 | 0                 | 0                 | 3                | 0                | 0                | 0                | 1              | 0              | 0              | 0              | 11       | 2      | 0           | 0          |
| A. Cole         | 32             | 17             | 3              | 0              | 7+0               | 2+0               | 0                 | 0                 | 10               | 5                | 0                | 0                | 1              | 0              | 0              | 0              | 50       | 24     | 3           | 0          |
| N. Culkin       | 0              | 0              | 0              | 0              | 0                 | 0                 | 0                 | 0                 | 0                | 0                | 0                | 0                | 0              | 0              | 0              | 0              | 0        | 0      | 0           | 0          |
| J. Curtis       | 4              | 0              | 0              | 0              | 0+3               | 0                 | 0+1               | 0                 | 0                | 0                | 0                | 0                | 0              | 0              | 0              | 0              | 7        | 0      | 1           | 0          |
| R. Giggs        | 24             | 3              | 1              | 0              | 6+1               | 2+0               | 1+0               | 0                 | 9                | 5                | 0                | 0                | 1              | 0              | 0              | 0              | 41       | 10     | 2           | 0          |
| J. Greening     | 3              | 0              | 0              | 0              | 3+1               | 0                 | 0                 | 0                 | 0                | 0                | 0                | 0                | 0              | 0              | 0              | 0              | 7        | 0      | 0           | 0          |
| D. Higginbotham | 0              | 0              | 0              | 0              | 0                 | 0                 | 0                 | 0                 | 0                | 0                | 0                | 0                | 0              | 0              | 0              | 0              | 0        | 0      | 0           | 0          |
| D. Irwin        | 29             | 2              | 2              | 1              | 6+0               | 1+0               | 1+0               | 0                 | 12               | 0                | 2                | 0                | 1              | 0              | 1              | 0              | 48       | 3      | 6           | 1          |
| R. Johnsen      | 22             | 3              | 1              | 0              | 5+1               | 0                 | 0                 | 0                 | 8                | 0                | 1                | 0                | 1              | 0              | 0              | 0              | 37       | 3      | 2           | 0          |
| R. Keane        | 35             | 2              | 8              | 0              | 7+0               | 0                 | 2+0               | 1+0               | 12               | 3                | 3                | 0                | 1              | 0              | 0              | 0              | 55       | 5      | 13          | 1          |
| D. May          | 6              | 0              | 1              | 0              | 1+2               | 0                 | 0+1               | 0                 | 0                | 0                | 0                | 0                | 0              | 0              | 0              | 0              | 9        | 0      | 2           | 0          |
| P. Mulryne      | 0              | 0              | 0              | 0              | 0+2               | 0                 | 0+1               | 0                 | 0                | 0                | 0                | 0                | 0              | 0              | 0              | 0              | 2        | 0      | 1           | 0          |
| G. Neville      | 34             | 1              | 5              | 1              | 7+0               | 0                 | 1+0               | 0                 | 12               | 0                | 0                | 0                | 1              | 0              | 1              | 0              | 54       | 1      | 7           | 1          |
| P. Neville      | 28             | 0              | 4              | 0              | 7+2               | 0                 | 1+0               | 0                 | 6                | 1                | 1                | 0                | 1              | 0              | 1              | 0              | 44       | 1      | 7           | 0          |
| E. Nevland      | 0              | 0              | 0              | 0              | 1                 | 0                 | 0                 | 0                 | 0                | 0                | 0                | 0                | 0              | 1              | 0              | 0              | 1        | 1      | 0           | 0          |
| A. Notman       | 0              | 0              | 0              | 0              | 0+1               | 0                 | 0                 | 0                 | 0                | 0                | 0                | 0                | 0              | 0              | 0              | 0              | 1        | 0      | 0           | 0          |
| P. Schmeichel   | 34             | -34            | 0              | 0              | 8+0               | -3+-4             | 0+0               | 0+0               | 13               | -16              | 0                | 0                | 1              | -3             | 0              | 0              | 56       | -60    | 0           | 0          |
| P. Scholes      | 32             | 6              | 7              | 0              | 6+0               | 1+0               | 1+0               | 1                 | 12               | 4                | 3                | 0                | 1              | 0              | 0              | 0              | 51       | 11     | 11          | 1          |
| T. Sheringham   | 17             | 2              | 4              | 0              | 4+1               | 1+1               | 0                 | 0                 | 4                | 1                | 1                | 0                | 1              | 0              | 0              | 0              | 27       | 5      | 5           | 0          |
| O. Solskjær     | 19             | 12             | 0              | 0              | 8+3               | 1+3               | 0                 | 0                 | 6                | 2                | 0                | 0                | 1              | 0              | 0              | 0              | 37       | 18     | 0           | 0          |
| J. Stam         | 30             | 1              | 5              | 0              | 6+1               | 0                 | 1                 | 0                 | 13               | 0                | 0                | 0                | 1              | 0              | 0              | 0              | 51       | 1      | 6           | 0          |
| R. v. d. Gouw   | 5              | -3             | 0              | 0              | 0+3               | 0                 | 0                 | 0                 | 0                | 0                | 0                | 0                | 0              | 0              | 0              | 0              | 8        | -3     | 0           | 0          |
| R. Wallwork     | 0              | 0              | 0              | 0              | 0+1               | 0                 | 0                 | 0                 | 0                | 0                | 0                | 0                | 0              | 0              | 0              | 0              | 1        | 0      | 0           | 0          |
| M. Wilson       | 0              | 0              | 0              | 0              | 0+2               | 0                 | 0                 | 0                 | 1                | 0                | 0                | 0                | 0              | 0              | 0              | 0              | 3        | 0      | 0           | 0          |
| D. Yorke        | 32             | 18             | 2              | 0              | 8+0               | 3+0               | 1+0               | 0                 | 11               | 8                | 0                | 0                | 0              | 0              | 0              | 0              | 51       | 29     | 3           | 0          |